# Islamische Eschatologie
Eschatologie im Islam ist die Doktrin über ‚die letzten Dinge‘ am Ende der Tage. Vorstellungen über das Leben nach dem Tod finden sich in den frühesten Suren des Korans und werden sowohl durch muslimische Kommentatoren als auch in der westlichen Islamwissenschaft weiter ausgeführt. Islamische Werke des ʿIlm al-kalam und der Islamischen Philosophie behandeln die Eschatologie unter dem Stichwort معاد / maʿād / ‚Ort der Rückkehr‘, ein Wort, das nur ein einziges Mal im Koran vorkommt (Sure 28, 85) und häufig auch anstelle von Auferstehung verwendet wird.

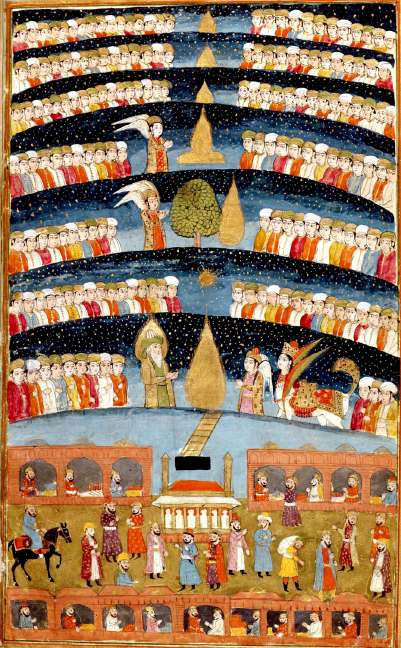
Mohammeds Paradies: ein seltenes, vermutlich aus dem 11. Jahrhundert stammendes Gemälde aus Persien, ausgestellt in der Bibliothèque nationale de France. Es ist nicht klar, welche Figur Mohammed sein soll. Mohammed ist entweder der Mann mit dem grünen Turban; oder, wohl eher, ist dieser Mann Abu Bakr, und Mohammed ist durch die Figur dargestellt, die vollständig in einer goldenen Flamme eingehüllt ist.

## Koranische Quellen
Im Koran sind die Einheit Gottes und die Verantwortlichkeit der Menschen für ihre Taten am Jüngsten Tag (arabisch يوم القيامة, DMG yawm al-qiyāma ‚Tag der Auferstehung‘) die zwei frühesten und wichtigsten Botschaften, die nach islamischer Auffassung dem Prophet Mohammed in den frühmekkanischen Suren verkündet wurden. Diese zwei Botschaften sind so untrennbar miteinander verbunden, dass der Koran an zahlreichen Stellen den Glauben an Gott mit dem Glauben an den Jüngsten Tag gleichsetzt. Die Anerkennung von Gottes Einheit erfordert ihrerseits eine moralisch und ethisch aufrichtige Lebensweise, und auf der Grundlage des menschlichen Verhaltens im Leben wird das göttliche Urteil gefällt, worauf die abschließende Vergeltung erfolgt. Nicht zufällig werden diejenigen, die sich einen Platz in den Gärten des Paradieses verdient haben, als ahl at-tauhīd, d. h. als diejenigen Menschen bezeichnet, die Gottes Einheit bekräftigen. So wie Gott zu jedem Zeitpunkt Leben aus dem Tod hervorbringt, kann er dies, wenn auch in einer dramatischeren Weise, am Tag der Auferstehung tun:

„Er bringt (in der Natur) das Lebendige aus dem Toten hervor, und das Tote aus dem Lebendigen. Und er belebt die Erde (wieder) nachdem sie abgestorben war. So werdet ihr (dereinst bei der Auferstehung wieder aus der Erde) hervorgebracht werden.“

 Klassische Korankommentare zu den Versen mit eschatologischem Inhalt betonen die Bedeutung der Angst vor ewiger Bestrafung als Anreiz zu rechtmäßigem Verhalten. Zeitgenössische Kommentare verschieben hingegen den Schwerpunkt. Anstelle der Schrecken des Höllenfeuers betonen sie das Wunder der göttlichen Gnade, die dem Leben im Diesseits und im Jenseits eine geordnete Struktur verleihen soll, sowie die menschliche Verantwortlichkeit vor Gottes unwandelbarer Gegenwart.
Die Suren 81, 82, 84 und 99 werden apokalyptische Suren genannt, weil sie gänzlich der Beschreibung von Naturkatastrophen und weiteren spektakulären Ereignissen am Ende der Tage gewidmet sind. Als Beispiel beschreiben die ersten 14 Verse von Sure 81 die „Einhüllung“ der Sonne, den Lichtverlust der Sterne, das Beben der Berge und die Vernachlässigung schwangerer Kamele, bevor die Seelen zur Rechenschaft gezogen werden. Dabei wird weder der exakte Zeitpunkt, die genaue Art und Weise noch die Ursache dieser Katastrophen genannt. Gemäß der Chronologie des Korans von Nöldeke und Blachère sind die bemerkenswertesten apokalyptischen Teile des Korans am Ende der ersten sowie in der zweiten mekkanischen Periode entstanden. Diese Beschreibungen der Ereignisse am Ende der Tage sind zwar oft sehr lebhaft und farbenreich, andererseits aber zu vielfältig, um ein genaues Bild der Ereignisse am Weltende abzugeben. Wie Rudi Paret in seiner Mohammed-Biographie ausführt, bezwecken diese Bilder weder die Beschreibung einer objektiven Realität noch eine genaue Zukunftsprognose. Sie sollen vielmehr hauptsächlich die Zuhörerschaft schockieren und den Schrecken ankündigen, der am Ende der Tage die ganze Welt erfassen wird. Die Tatsache, dass diese frühen apokalyptischen Passagen keine genauen Beschreibungen der Auferstehung der Toten oder der Einzelheiten des Jüngsten Tages enthalten, sondern diese nur implizit andeuten, weist darauf hin, dass zumindest ein Teil von Mohammeds Zuhörern in Mekka während der ersten koranischen Offenbarungen mit dieser apokalyptischen Bilderwelt vertraut gewesen sein muss. Zahlreiche Parallelen mit jüdischen und christlichen kanonischen und apokryphen Überlieferungen sind wissenschaftlich untersucht worden, obwohl sich auch typisch arabische Charakteristika finden, wie zum Beispiel die Vernachlässigung von Kamelen in zehnmonatiger Schwangerschaft.

## Leben nach dem Tod
Der Koran stellt zwar fest, dass jeder einmal den Tod erleiden wird, erteilt jedoch nur spärliche und indirekte Angaben zum Zeitraum, der sich zwischen dem individuellen Tod und der Endzeit erstreckt. Nach den Anzeichen der „letzten Stunde“ und der Vernichtung aller Geschöpfe findet am Jüngsten Tag die Auferstehung und Aburteilung der Menschen statt. Zu diesen Anzeichen, deren zeitliche Aufeinanderfolge unklar bleibt, gehören das Blasen der Trompete (unter anderem in Sure 18:99); das Hervorkommen aus der Erde eines Tieres (Dabba), die Auferweckung im Grab (Sure 30:56); das Entsteigen der Toten aus der Erde (Sure 50:44); das Aufstellen der Waage (Sure 55:7) und die „Abrechnung“ (unter anderem in Sure 13:18). Viele Fragen zum Leben nach dem Tod (الآخرة / al-Āchira bzw. معاد / maʿād) wurden in verschiedenen theologischen und philosophischen Traditionen untersucht; die theologische Richtung der Aschʿarīya bestätigte schließlich die Wahrheit der traditionellen Erzählungen über das Leben in der kommenden Welt. Während sich islamische Gelehrte generell über eine körperliche Auferstehung einig sind, gibt es verschiedene Theorien bezüglich der Beschaffenheit jener Körper, die im Folgenden skizziert werden:
- Es findet eine Rückkehr zum einstigen Körper statt. Demnach erwachen die Toten am jüngsten Tag in den wiederhergestellten Körpern aus den Gräbern.
- Der Mensch verfügt über einen weiteren unsichtbaren Körper, der den Tod überdauert und die Seele nach dem Tode fortträgt.[6]
- Nach dem Tod entwickelt die Seele einen astralen Körper, der der geistigen Welt (Alem al-Mithal) und dem Jenseits angepasst ist.[7]

Im Versuch, ein lineares Narrativ zu erstellen, das den Zeitraum vom individuellen Tod des Menschen bis zum Jüngsten Tag umspannt, haben Hadithe und spätere Gelehrte wie al Ghazali, al-Qurtubi oder as-Suyuti beim Zeitpunkt angesetzt, an dem der Todesengel die Seele des Verstorbenen wegträgt, worauf die Seele nach der Grablegung – oder auch schon vorher – der verstorbenen Person zurückgebracht wird, so dass sie an den Begräbniszeremonien und den Klagerufen teilnehmen kann. Darauf wird sie von den Engeln Munkar und Nakīr aufgesucht und von ihnen befragt, wobei der Glaube an Gott durch Rezitieren des Glaubensbekenntnisses bewiesen werden muss. Nun besuchen ein oder zwei namenlose Engel den Toten und nehmen die guten und schlechten Taten auf, die am Tag der Auferstehung offenkundig werden. Ungläubige können die Fragen nicht beantworten und werden deshalb auf verschiedene Weise gefoltert, zum Beispiel von Schlangen gebissen oder mit der „Grabeszüchtigung“ (ʿadhāb al-qabr) bestraft, bei der ihr Grab sich stets verengt. Gläubige hingegen werden damit belohnt, dass sich ihr Grab erweitert oder dass ihnen ein Fenster zum Himmel geöffnet wird.
Am Jüngsten Tag entsteigen die Menschen aus dem Grab (oder Barzach) und werden zum Jüngsten Gericht aufgeboten, das nach einigen Quellen in Jerusalem stattfinden soll. Dort müssen sie ängstlich und gramvoll den Moment abwarten, bei dem sich zeigt, ob ihre guten oder ihre schlechten Taten überwiegen. Die Gläubigen, an erster Stelle die Armen, begegnen dann dem Propheten Mohammed bei einem Teich (al-Ḥaud), wo sie mit seiner Fürbitte gesegnet werden. Die Brücke as-Sirāt, die die Hölle überspannt, muss von jedem begangen werden. Die für den Himmel Bestimmten können die Brücke sicher überqueren, die Verdammten stürzen in die Hölle. Zu diesem Zeitpunkt wird das festgelegte Schicksal – Himmel oder Hölle – offenbar. Nach einigen Traditionen soll diese Brücke den Tempelberg in Jerusalem mit dem Ölberg verbinden und sieben Bögen umfassen. Einige andere Berichte beschreiben den Aufenthalt der Seelen von Märtyrern in den Leibern grüner Vögel in den Bäumen des Himmels oder unter Gottes Thron vor der Auferstehung, oder es wird geschildert, dass Kinder, Märtyrer und Propheten direkt nach dem Tod in den Himmel gelangen.

## Himmel und Hölle

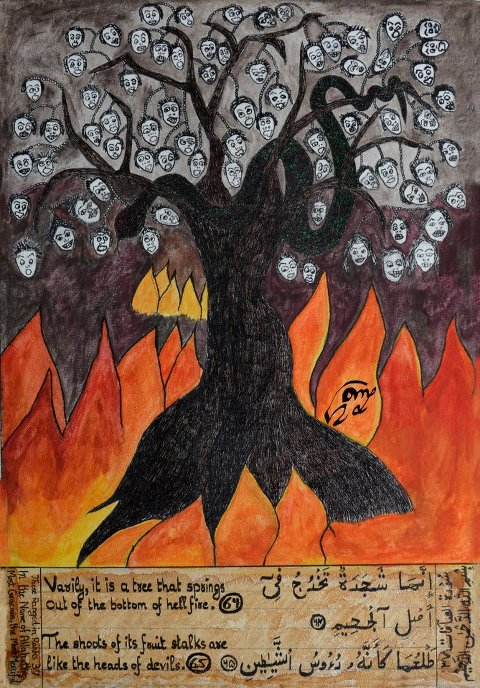
Zaqqum-Baum, mit einem Zitat aus Sure 37

Sowohl für den Himmel als auch die Hölle finden sich im Koran jeweils unterschiedliche Bezeichnungen. Bezeichnungen für den Himmel lauten zum Beispiel Dschanna (جنّة / ‚Garten‘, z. B. Sure 2: 35), Eden (ʿadn / عدن, z. B. Sure 20:76) und Paradies (firdaus / فردوس, Sure 18:107 und Sure 23:11). Der Himmel wird im Koran als ein freudiger Ort geschildert. Die Himmelfahrt Mohammeds wird erstmals in der Sure 53, Vers 13–18 kurz angedeutet und in späteren Traditionen weiter ausgeschmückt. Die im Koran erwähnten Wasserquellen und Springbrunnen werden in späterer Literatur durch verschiedene Eingangstore, Schlösser, Pavillons und weitere Gebäude ergänzt, wo Perlen, Edelsteine, Milch und Honig, Kamele und weitere Tiere im Überfluss vorhanden sind. Die Himmelsbewohner erhalten von jungen Knaben Wein in silbernen Bechern eingeschenkt. Vor allem aber sind die himmlischen Huris im Laufe der Zeit auf unterschiedliche Weise beschrieben worden, von at-Tabarī über Omar Chayyam bis zu Christoph Luxenberg.
Auch für die Hölle gibt es im Koran zahlreiche Bezeichnungen. Dschahannam erscheint an 109 Stellen, nimmt jedoch bezüglich Häufigkeit nur den zweiten Platz ein. Am häufigsten – etwa 125 Mal – erscheint „Feuer“ (nār / نار, z. B. Sure 4:56). Weitere Namen sind saʿīr „glühendes Feuer“ (4, 10), al-ḥuṭama „der Zermalmer“ (Sure 104, 4), lazā „loderndes Feuer“ (Sure 70:15), saqar „extreme Hitze“ (Sure 54:48), al-dschaḥīm (Sure 5:10), wie „Dschahannam“ aus dem hebräischen Gehinnom abgeleitet, und hāwiya „Grube“ (Sure 101:9). In der exegetischen Literatur entsprechen diese Bezeichnungen den sieben Stufen der Hölle, die auf die sieben Höllentore in Sure 15:44 zurückgehen und mit den sieben Stufen des Paradieses in Beziehung gebracht werden. Die Strafen und Folterungen, denen die Ungläubigen in der Hölle unterworfen sind, sind sowohl körperlicher als auch seelischer Natur. Der Koran unterscheidet zwischen der oft auftretenden Wendung „schmerzhafte Strafe“ (ʿadhāb ʾalīm, z. B. Sure 2:10), die den Körper betrifft, und der seltener erscheinenden Wendung „erniedrigende Strafe“ (ʿadhāb muhīn, z. B. Sure 3:178), mit psychologischen Auswirkungen.
Nach dem allgemein verbreiteten Glauben existieren Himmel und Hölle zu gleicher Zeit wie die diesseitige Welt. Die Tatsache, dass der Prophet Mohammed auf seiner Nachtreise die Bestrafung muslimischer Sünder in der Hölle gesehen hatte, wird von al-Qurtubi als Beweis für die Existenz der Hölle angesehen. Während einige Theologen nur das Paradies für ewig halten und meinen, dass die Hölle eines Tages vergehen wird, geht die Mehrheit von einer zeitlich unbegrenzten Existenz der Hölle aus. Wo sich der Eingang zur Hölle befindet, ist Gegenstand unterschiedlicher Ansichten. Während al-Qurtubi die See für die oberste Stufe der Hölle hielt, sahen andere das Tor zur Unterwelt in der Schwefelquelle im Wadi Barhut in Hadramaut im heutigen Jemen, oder auch im Tal Gehinnom in Jerusalem. Sure 7:46 erwähnt eine Trennwand zwischen Himmel und Hölle sowie einen Zwischenraum, der mit dem christlichen Limbus verglichen werden kann und von al-Ghazālī auch als Barzach bezeichnet wird. Al-Tirmidhi beschreibt die pechschwarze Dunkelheit der Hölle, die nur schwach von den Flammen des Höllenfeuers erleuchtet werde. Meistens herrsche extreme Hitze, doch einige Exegeten schildern auch die klirrende Kälte der untersten Höllenschicht. Eine von Al-Buchārī festgehaltene Tradition schildert den Wechsel zwischen brennender Hitze im Sommer und eisiger Kälte im Winter als die beiden Atemzüge der Hölle, mit denen Gott den dort herrschenden gewaltigen Druck ausgleicht. Die Hölle soll Städte, Paläste, Häuser, Brunnen und Gefängnisse enthalten, und das Landschaftsbild sei von Bergen und Tälern, Flüssen und gar Ozeanen geprägt – gefüllt mit Feuer, Blut und Eiter. Die koranischen Ausdrücke „schwarzer Rauch“ in Sure 56:43 und „steiler Weg“ in Sure 90:11 werden bei At-Tabari als Bezeichnungen von Bergen der Hölle interpretiert. Die Verdammten in der Hölle müssen sich mit Dornensträuchern (Sure 88:6) und Schmutzwasser (Sure 69:36) verpflegen. Zuunterst in der Hölle wächst der „verfluchte Baum“ Zaqqum; seine Früchte „wie Dämonenköpfe“ sind zur Folter der Höllenbewohner vorgesehen, die diese ewig essen müssen. Zur Bestrafung der Verdammten dienen auch verschiedene Tiere wie Schlangen und Skorpione, es ist aber auch die Rede von der Verwandlung von Sündern in Tiere und ihrer damit einhergehenden Entmenschlichung.
Unter den Höllenstrafen, die in mittelalterlichen islamischen Sammlungen katalogisiert werden, findet sich bei weitem nicht nur das Feuer. Verschiedene Hinrichtungsarten werden aufgeführt: Köpfen, Hängen, Steinigen, Herabstürzen von Berghöhen, Ertränken oder Zertreten durch Tiere. Des Weiteren werden die Verdammten beschämt und erniedrigt, vor allem durch die Tatsache, dass sie in der Hölle nackt sind und ihre Gesichter als Sitz der Ehre besonders gefoltert werden. Die Hitze des Höllenfeuers „lässt die Unterlippe bis zum Bauchnabel herunterhängen“ (Ibn Hanbal und al-Tirmidhi).
Zur Darstellung der Traditionen über die Hölle im Islam werden in der Moderne von muslimischen Gelehrten einerseits oft dementsprechende Hadithe neu herausgegeben. Einige neuzeitliche Denker, beginnend mit Muhammad Iqbal, missbilligen jedoch konkrete Abbildungen jenseitiger Bestrafungen, stattdessen wird eine spirituelle und personalisierte Interpretation der Hölle vorgeschlagen. In der westlichen Gelehrsamkeit ist die Geschichte der Hölle im Islam bisher noch nicht geschrieben worden.